# Younes Ferhi
Pour les articles homonymes, voir Ferhi.
Younes Ferhi est un acteur et scénariste tunisien.

## Biographie
Il joue dans les films L'Autre Moitié du ciel de Kalthoum Bornaz en 2007 et L'Accident de Rachid Ferchiou en 2008, avant d'écrire et jouer dans la série Nsibti Laaziza diffusée sur Nessma.
Il joue aussi dans les séries Hssabet w Aqabet, Kamanjet Sallema et Bin Ethneya.
En 2011, il reçoit le prix du meilleur scénariste avec Farhat Hnana pour Nsibti Laaziza aux Romdhane Awards, attribués par Mosaïque FM.

## Filmographie

### Acteur

#### Cinéma
- 2002 : Khorma de Jilani Saadi
- 2004 : Parole d'hommes de Moez Kamoun (ar)
- 2007 : L'Accident de Rachid Ferchiou
- 2008 : L'Autre moitié du ciel de Kalthoum Bornaz
- 2012 : Bab El Fella de Moslah Kraïem
- 2015 : À peine j'ouvre les yeux de Leyla Bouzid

#### Télévision
- 2001 : Dhafayer de Habib Mselmani
- 2002 : Gamret Sidi Mahrous de Slaheddine Essid et Ali Louati : Mekdad
- 2003 : Ikhwa wa Zaman de Hamadi Arafa, Wajiha Jendoubi et Dhafer Néji
- 2004 : Hssabet w Aqabet de Habib Mselmani et Ali Louati
- 2005 : Aoudat Al Minyar de Habib Mselmani et Ali Louati
- 2006 : Abderrahman Ibn Khaldoun de Habib Mselmani et Ali Debb (téléfilm)
- 2007 : Kamanjet Sallema de Hamadi Arafa et Ali Louati : Slim
- 2008 :
  - Bin Ethneya de Habib Mselmani, Jihed Cherni, Younes Ferhi et Mehrez Ezzine : Portable
  - Choufli Hal de Slaheddine Essid (invité d'honneur de l'épisode 11 de la saison 4) : patient de Slimane
- 2009 : Achek Assarab de Habib Mselmani et Ali Louati : Moez
- 2010-2018 : Nsibti Laaziza de Slaheddine Essid et Younes Ferhi : Jaballah alias Babboucha
- 2013 :
  - Allak Essabat de Ghazi Zaghbani
  - Zawja El Khamsa de Habib Mselmani et Jamel Eddine Khelif (invité d'honneur de l'épisode 14) : Ameur, agent secret et jardinier
- 2012 : Dar Louzir de Slaheddine Essid, Younes Ferhi et Samia Amami : Dhaw, le jardinier
- 2015 : Sultan Achour 10 de Jaâfar Kassem : Al-Khwârizmî
- 2019 : Dar Nana de Mohamed Ali Mihoub : Mabrouk
- 2021 :
  - Millionnaire de Muhammet Gök : cheikh
  - Awled El Ghoul (ar) de Mourad Ben Cheikh : détective
- 2023 : Capitaine Majed de Mohamed Ali Mihoub : Abdedayem
- 2025 :
  - Sahbek Rajel de Kaïs Chekir : Sassi
  - Oued El Bey de Raouia Marmouch[4]

### Scénariste
- 2010-2018 : Nsibti Laaziza
- 2012 : Dar Louzir
- 2019 : Dar Nana
- 2023 : Capitaine Majed